# Château Haut-Brion
Pour les autres domaines viticoles et les différentes homonymies, voir Brion.
Le château Haut-Brion est le domaine viticole le plus réputé du vignoble des Graves. Il est situé dans l'aire d'appellation du pessac-léognan, sur les communes de Pessac (siège social) et de Talence, dans l'agglomération de Bordeaux. Il produit l'un des vins de Bordeaux les plus prestigieux, qui porte ce même nom.
Le château Haut-Brion est un « premier grand cru classé » selon le classement de 1855 des vins de Bordeaux. Il partage cette rare distinction avec le Château Margaux, le Château Latour, le Château Mouton Rothschild et le Château Lafite Rothschild. En outre, Le Château Haut-Brion est également classé comme cru classé des graves dans la classification de 1959.

## Histoire
Le domaine a été constitué à partir de 1525 par Jean de Pontac.
Haut-Brion est le seul vignoble en rouge (en dehors du Médoc) à avoir été distingué par le fameux classement de 1855. C'est le meneur des crus classés des Graves, tous situés sur l'appellation contrôlée pessac-léognan, créée en septembre 1987.
La culture de la vigne sur les terres de Haut-Brion (alors dépendantes de Burdigala) remonte au Ier siècle de notre ère et fut implantée par une tribu celtique[réf. nécessaire] venue du Nord de la Gaule, les Bituriges Vivisques. Cette culture semble rencontrer un succès durable car toponymie et analyse des manuscrits médiévaux s’accordent pour nous révéler que, dès les temps antiques, les hommes eurent l’intuition de la valeur viticole des graves de Haut-Brion.

### Familles propriétaires

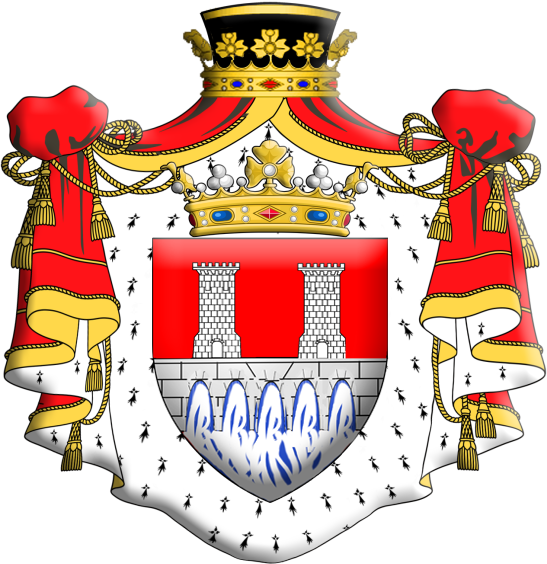
Armes de la famille de Pontac (avec manteau de Président à mortier) qui a fondé Haut-Brion en 1525.

#### XVIeetXVIIesiècles
La famille de Pontac est à l’origine de la fondation du vignoble tel que nous le connaissons aujourd’hui et du début de la grande renommée de Château Haut-Brion. Jean de Pontac, greffier civil et criminel du Parlement de Bordeaux reçoit, par son mariage, le 23 avril 1525, avec Jeanne de Bellon, fille du maire de Libourne, des terres au lieu-dit Haut-Brion dans la commune de Pessac. La vigne y était déjà cultivée sur le sommet de cette petite colline à 32 mètres au-dessus du niveau de la mer. En 1533, il achète la maison noble de Haut-Brion et, par une patiente politique d’acquisition de terres, il structure le terroir du domaine et enfin, en 1549, il entreprend la construction du château dont la silhouette orne les étiquettes des bouteilles. Jean de Pontac se maria trois fois, eut quinze enfants et mourut à 101 ans. Sous l’impulsion de sa nombreuse descendance, le domaine ne va cesser de s’accroître et de s’améliorer.
En 1649, Arnaud III de Pontac, devient propriétaire de Haut-Brion. Quatre ans plus tard, il est premier Président du Parlement de Bordeaux, et l’ascension de cette famille atteint alors son apogée. Il fait mettre au point des techniques de conservation, tels que l’ouillage et le soutirage, lui permettant de commencer à faire vieillir ses vins et à déceler les vertus du terroir. Il élabore ainsi un nouveau type de vin rouge dénommé « New French Claret » par les consommateurs anglais qui, pour la première fois, se bonifiera en vieillissant et imposera le style des grands vins rouges actuels. Le livre de cave de Charles II d'Angleterre confirme la présence de bouteilles de « Hobriono » à la table royale, dès 1660. Il aurait pris connaissance de ce vin à la cour du roi Louis XIV lors de ses années d’exil. Cette référence historique fait, très vraisemblablement, de « Haut-Brion » le premier vin dont la marque est spécifiée dans les archives nationales du Royaume-Uni et la marque de luxe la plus anciennement attestée au monde.
En 1666, Arnaud III de Pontac envoie son fils, François-Auguste, à Londres en pleine reconstruction (après le grand incendie de Londres) pour ouvrir le tout premier restaurant de la ville – Pontack’s Head – où sera servie une cuisine beaucoup plus élaborée que ce que l’on pouvait alors trouver dans les tavernes traditionnelles. Cet établissement deviendra très vite un lieu de rencontre pour les lumières de l’époque et une plate-forme idéale pour promouvoir les vins du Château. Durant ce dernier tiers du XVIIe siècle, plusieurs écrivains anglais tels Samuel Pepys, John Evelyn ou John Locke évoqueront Haut-Brion dans leurs écrits,.

#### XVIIIesiècle
À la mort d'Arnaud III de Pontac, du fait de la mort prématurée de son fils unique, une grande moitié de la propriété passa à sa fille Thérèse qui avait épousée Jean-Denis Daulède de Lestonnac qui hérita également de son beau-père de la position de premier président au Parlement de Bordeaux (il est à noter que les Daulède de Lestonnac était également les propriétaires de Château Margaux créé par leur ancêtre, Olive de Lestonnac, cousine de sainte Jeanne de Lestonnac). Du fait de l'extinction de la branche masculine des Daulède de Lestonnac la propriété passa alors par alliance à François-Joseph de Fumel dont la famille restera à la tête du domaine pendant la seconde moitié du XVIIIe siècle. Le domaine prend alors la dimension qu’on lui connaît aujourd’hui.
Le 25 mai 1787, le domaine reçoit entre autres la visite d’un personnage illustre, Thomas Jefferson, futur troisième président des États-Unis. Le lendemain de sa visite du vignoble, Jefferson écrivit à son beau-frère en Virginie, Francis Eppes : « Je ne peux pas me priver du plaisir de vous demander d'investir dans un lot de vin. Cela vous donnera un exemple de ce qu'est le meilleur vin de Bordeaux. Il provient du vignoble de Haut-Brion, un des quatre reconnus comme étant les meilleurs et il est du millésime 1784. Six douzaines de bouteilles de celui-ci seront emballées séparément et vous seront adressées ». Le témoignage de Jefferson a d’autant plus de valeur que sa correspondance privée témoigne de sa bonne connaissance des vignobles de Bordeaux. Il distingue ainsi « quatre vignobles de première qualité » : Château Lafite, Château Margaux, Château Latour et Château Haut-Brion, anticipant ainsi (en reprenant les classements existant alors) le classement des vins de la Gironde de 1855.

#### XIXesiècle
Le 28 février 1801, Charles-Maurice de Talleyrand–Périgord, Prince de Bénévent, fait l’acquisition du Château Haut-Brion auprès de Jacques Pons, Marie Joseph et Laure de Fumel, neveux et héritiers du comte Joseph de Fumel. Talleyrand est alors Ministre des Relations Extérieures de Napoléon Bonaparte, futur Napoléon 1er.
Homme de goût et amateur de bonne chère, Talleyrand s’adjoint les services d’Antonin Carême, surnommé le « roi des cuisiniers » et le « cuisinier des rois », pendant 12 ans. De par ses fonctions de diplomate, Talleyrand reçoit princes, souverains et dirigeants du monde entier. Il leur offre les mets fins de Carême, accompagnés par les grands millésimes de Château Haut-Brion… C’est le ministre lui-même qui aurait lancé la boutade en 1803 : « Avant de porter un tel nectar à ses lèvres, on le regarde en tenant haut son verre, on le hume longuement, puis, le verre reposé sur la table… on en parle. » Il aimait aussi à dire « ma diplomatie se fait à travers mes casseroles et ma cuisine ! ».
En 1804, Talleyrand revend Haut-Brion qui, après être passé entre les mains d’un banquier, Pierre-Narcisse Dorothée Michel, est acheté, en 1825, par deux associés, Jean-Henry Beyerman, réputé négociant hollandais de la place de Bordeaux et Louis-Nicolas Comynet, un agent de change. La banqueroute frappe les activités du sieur Comynet en 1830 et il est contraint de revendre ses parts à Jean-Henry Beyerman. Ce dernier meurt subitement, à cinquante-trois ans, en 1835, laissant une veuve et huit enfants. Un an plus tard, accablée par la complexité de la conduite de la propriété, cette dernière est contrainte de vendre Château Haut-Brion aux enchères.
Le 12 mars 1836, Joseph-Eugène Larrieu, un banquier parisien, acquiert le Château Haut-Brion, et s’instaure ainsi la dynastie de cette famille qui jouera un rôle prépondérant dans l'évolution des vins de Haut-Brion et s’attachera, comme ses prédécesseurs, à agrandir et améliorer la propriété. Leurs efforts sont récompensés en 1855. Cette année-là, à la demande de la Chambre de Commerce à l’occasion de l’Exposition Universelle qui se tient à Paris, le Syndicat des Courtiers en vin de Bordeaux rédige un classement des vins de la Gironde. Château Haut-Brion devient l’un des quatre « premiers crus classés », avec les châteaux Margaux, Lafite et Latour. Historiquement, ce classement de 1855 est donc l’héritier direct des remarques personnelles de Thomas Jefferson en 1787 (voir plus haut) et, au-delà, d’un classement anonyme des vins, établi en 1745, le premier à hiérarchiser ceux-ci, non par contrée ou paroisse de production, mais bien par propriétés individuelles.
Les trois générations de la famille Larrieu qui vont diriger la propriété de 1836 à 1896 vont faire face à de très importants bouleversements politiques et naturels. Comme leurs prédécesseurs, ils vont prendre place dans la vie locale et assumer des fonctions publiques. En 1859, à la mort de son père Joseph Eugène, c’est Amédée Larrieu qui prend la destinée de Château Haut-Brion en main. À la tête du domaine, il devra faire face aux ravages de l’oïdium et entamera, pour cela, une replantation progressive de son vignoble. Il modernise également les chais, supervise la vinification et développe les débouchés sur le marché anglais.
En 1873, Amédée décède, laissant son fils Eugène aux commandes de la propriété. À sa mort en 1896, ses neveux héritent du domaine et le conservent jusqu’en 1922.

Illustrations du Château Haut Brion au XIXe siècle
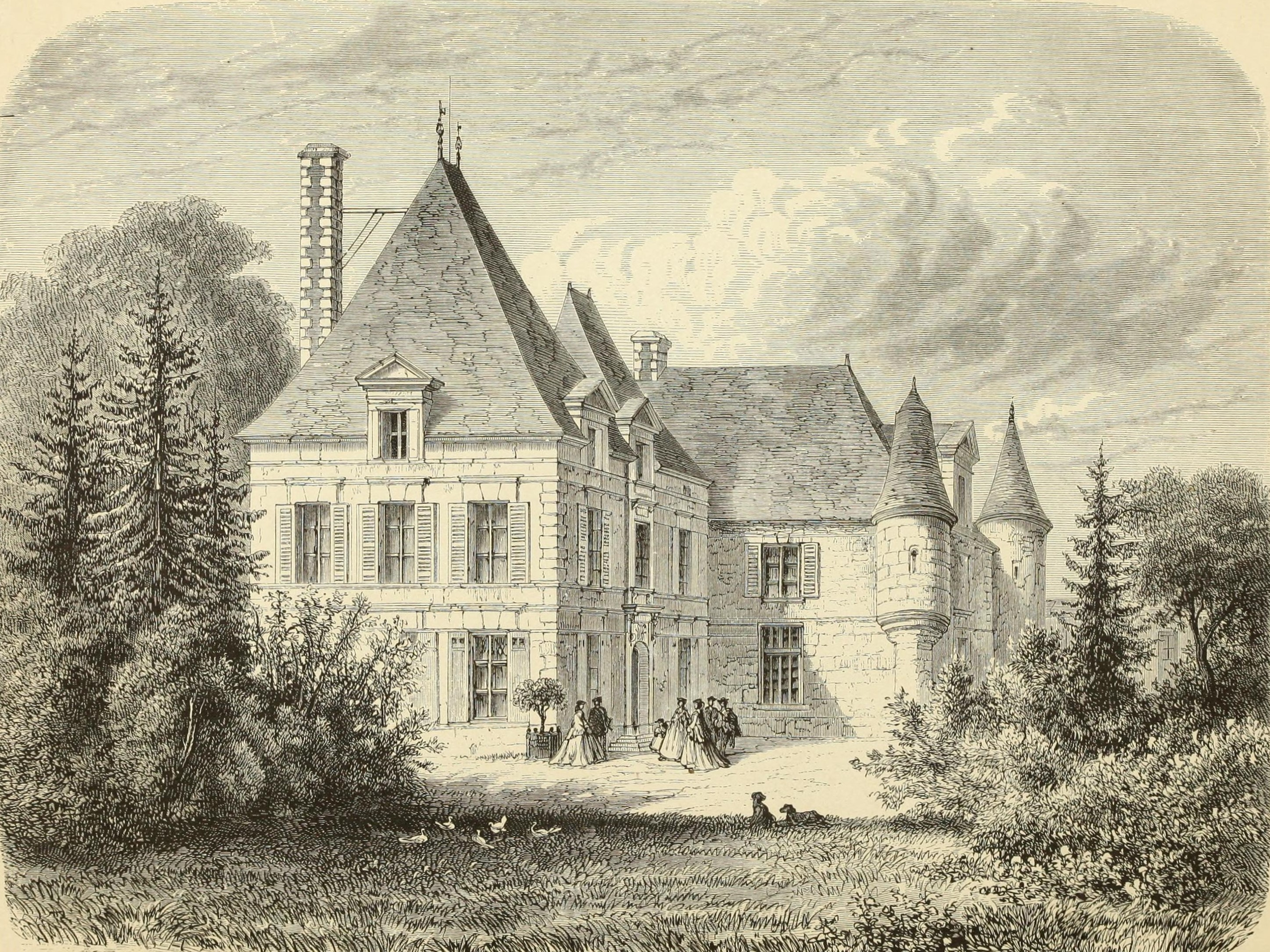
En 1838.
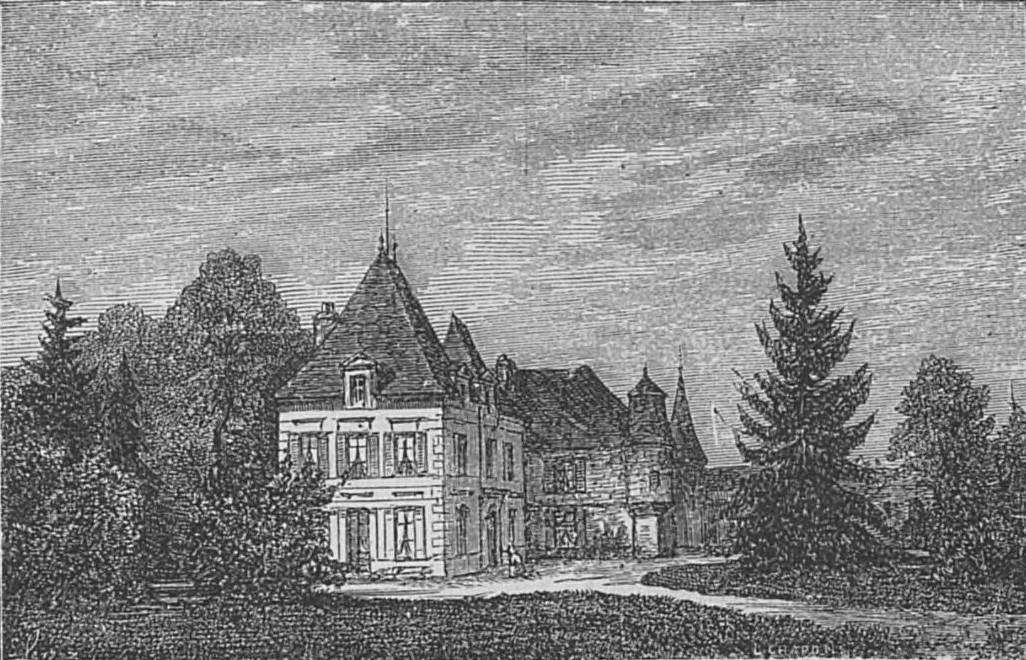
En 1893.

#### XXesiècle
En 1923, à la suite des multiples problèmes liés à l'indivision régnant entre les héritiers Larrieu, Château Haut-Brion passe aux mains de la Compagnie Algérienne, une banque, puis entre celles de l’Entrepôt de Grenelle, une autre société. Celle-ci vend, en janvier 1925, le domaine à André Gibert qui gère Haut-Brion à travers les moments très difficiles engendrés par la crise de 1929. En 1934, âgé, malade et sans héritier, il songe à faire don de Haut-Brion à l’Académie des Sciences, Belles-Lettres et Arts de Bordeaux, qui refuse par crainte des coûts d'entretien faramineux.
Le 13 mai 1935, Clarence Dillon, banquier américain francophile, acquiert la propriété. Héritier de la banque Dillon Read de New York, il connaissait bien la région de Bordeaux et désirait acheter un « château » classé. Quand Haut-Brion arrive sur le marché, il n'hésite pas à l'acquérir. Entre le coût d'achat et le coût de la modernisation de l'exploitation, il lui faudra 35 ans pour récupérer son investissement.
Au fil des décennies, différents membres de sa famille vont se succéder à la tête du domaine. Seymour Weller, le neveu de Clarence Dillon, est nommé Président de la Société Vinicole de la Gironde qui gérait Château Haut-Brion, dès 1935. Né à Milwaukee aux États-Unis, Seymour Weller est envoyé en Suisse pour étudier dans un internat avec ses frères. Il combattit durant la Première Guerre Mondiale pour l’Armée française. Seymour reste en France après l’armistice de 1918 et commence à travailler pour la branche parisienne de Dillon, Read & Co., la banque de son oncle, au début des années 1920. Il est naturalisé français en 1939.
Au début de la guerre, suivant en cela les souhaits de son oncle, Seymour Weller aménage le château en hôpital et l'offre au gouvernement français. Il confie la plupart des meubles à la garde des employés du domaine et emménage lui-même dans une maison au 6 de la rue Rossini, contiguë au parc de Haut-Brion. C’est à cette époque qu’il rencontre Thérèse Morin, qui travaillait pour la société de négoce Granvins qui appartenait à Haut-Brion. Il l’épousera. Durant la guerre, il exerce également des activités au sein de la Résistance française, cachant notamment des aviateurs alliés abattus dans sa petite maison normande de Neaufles-Saint-Martin. Après la guerre, il sera d’ailleurs élu maire de cette commune et le restera 15 années.
Seymour Weller entreprend la modernisation de la propriété et met en œuvre les projets de son oncle concernant la nouvelle décoration du château. Il fait installer l'électricité et un nouveau système de plomberie, aménager le parc et les terrains, tailler les arbres, nettoyer les chais, et il modernise l'équipement. Les Dillon introduisent le premier tracteur en Gironde, installent, les premiers, des cuves en inox dès 1961, lancent un programme de sélection clonale des pieds de vignes.
Un siècle après le classement des Grands Crus Classés en 1855, Château Haut-Brion fait aussi partie du classement des Graves établi suivant des critères semblables. Un arrêté officiel dressa une première liste en 1953. Elle a été révisée et complétée en 1959. C’est le seul vin de Bordeaux à être classé deux fois.
En 1975, Joan Dillon succède à Seymour Weller. Elle était venue a Haut-Brion pour la première fois en 1950, avec son grand-père Clarence Dillon, pour le premier bal de l’après guerre. Elle épouse en 1968 le prince Charles de Luxembourg, prince de Bourbon-Parme et de Nassau, frère du grand-duc Jean de Luxembourg, descendant direct d’Henri IV par son père le prince Félix de Bourbon-Parme et qui renonce pour elle à ses droits au trône. Elle a avec lui, deux enfants : le prince Robert et la princesse Charlotte de Luxembourg. En 1978, veuve du prince Charles, elle épouse Philippe de Noailles, duc de Mouchy, qui assurera les fonctions de directeur général, aux côtés de sa femme jusqu’en 2003, année de sa retraite.
La philosophie de la famille Dillon, au XXe siècle, a toujours été de réinvestir tous les profits dans la société et l’unique directive donnée aux gérants de celle-ci était d’élaborer les meilleurs vins possibles dans leurs propriétés. En conséquence, les programmes de modernisation et de recherche se sont largement poursuivis tant en matière de sélection clonale dès 1962 grâce aux travaux de Jean-Bernard Delmas que de réaménagements avec, en 1974 la construction d’un grand chai souterrain, en 1989, le réaménagement complet des chais et des bâtiments d’exploitation, la réhabilitation de l'orangerie du XVIIIe siècle en 2001.
Par ailleurs, la société familiale représentée par la duchesse de Mouchy achète en 1983, le château La Mission Haut-Brion et demande à son fils, le prince Robert de Luxembourg, alors âgé de 15 ans, d’assister à la signature de l’acte de vente. Celui-ci, administrateur de Domaine Clarence Dillon depuis l’âge de 18 ans, s’intéresse de plus en plus au fonctionnement de la société familiale à compter de 1993 et c’est en 1997, à la demande de sa mère et de son grand-père, qu’il rejoint la direction à plein temps.

#### XXIesiècle
Robert de Luxembourg est nommé président en août 2008.
En octobre 2018, le Domaine Clarence Dillon devient le douzième membre des Primum Familiæ Vini.

## Vignoble
Le terroir de Haut-Brion, formé par deux croupes de grosses graves qui n'ont pas leur équivalent dans les environs, s'élève de 12 à 15 mètres au-dessus des fonds des cours d'eau voisins : le Peugue au nord et le ruisseau d'Ars au sud.
Sur ce terroir, pour les vignes rouges, l'encépagement est constitué à 41 % de cabernet sauvignon, 48 % de merlot, 10 % de cabernet franc et 1 % de petit verdot, avec des vignes d'une moyenne d'âge de 37 ans.
Pour les vignes blanches, il est composé de 53 % de sémillon et de 47 % de sauvignon (blanc et gris).

## Vins
Le vignoble du Château Haut-Brion produit un grand vin rouge, Château Haut-Brion rouge, un grand vin blanc, Château Haut-Brion blanc, un second vin rouge, d’abord connu sous le nom de Château Bahans Haut-Brion et devenu, depuis le millésime 2007, Le Clarence de Haut-Brion.
Le second vin blanc de Château Haut-Brion, assemblé à celui de Château La Mission Haut-Brion, a pour nom La Clarté de Haut-Brion depuis le millésime 2009 (il s'appelait auparavant Les Plantiers du Haut-Brion).

### Château Haut-Brion (vin rouge)
Premier grand cru classé en 1855 - et également cru classé de graves en 1959 - est un vin issu d’un terroir unique et des tannins conférant au vin un caractère particulièrement soyeux.

### Château Haut-Brion (vin blanc)
Le vin blanc de Château Haut-Brion associe sémillon avec du sauvignon.

### Le Clarence de Haut-Brion
Le Clarence de Haut-Brion, second vin rouge de Château Haut-Brion, est issu des mêmes vignes que ce dernier. Il bénéficie des mêmes soins en matière de vinification et d'élevage que lui.
Avant le millésime 2007 et ce, depuis le début du XXe siècle, le second vin rouge de Château Haut-Brion se nommait Château Bahans Haut-Brion.

### La Clarté de Haut-Brion
Appelé Les Plantiers du Haut-Brion jusqu'en 2009, La Clarté de Haut-Brion est le second vin blanc des Château Haut-Brion et Château La Mission Haut-Brion.